# Отвидаберис ФФ
Отвидаберис ФФ (на шведски: Åtvidabergs Fotbollförening, Отвидаберис Фотболфьоренинг) е шведски футболен отбор от едноименния град Отвидабери. Състезава се в най-високото ниво на шведския футбол групата Алсвенскан.

## Успехи
- Шампион на Швеция (2): 1972, 1973 г.
- Купа на Швеция  (2): 1969–70, 1970–71 г.

## Европейски турнири
Участвал е в турнирите за Шампионската лига и купата на УЕФА.